# Eleições legislativas na Itália em 1983
As eleições legislativas na Itália em 1983 foram realizadas a 26 de Junho e, serviram para eleger os 630 membros da Câmara dos Deputados e os 315 membros do Senado da República.
A Democracia Cristã voltou a ser o partido mais votado, mas, obtendo o seu pior resultado eleitoral de sempre, ficando-se pelos 32,9% dos votos e 225 deputados. A aliança do Pentapartito, entre DC, PSI, PSDI, PLI e PRI, que, de facto, bloqueou a chegada do Partido Comunista Italiano ao poder, o que custou um elevado número de votantes aos democratas-cristãos, visto que, deixou de ser necessário votar, apenas, na DC para impedir a chegado dos comunistas ao governo.
O Partido Comunista Italiano continuou como o maior partido de oposição, mantendo-se nos 30% dos votos obtidos em 1979.
Por fim, a perda de votos da Democracia Cristã beneficiou os partidos mais pequenos, com especial destaque, para o Partido Socialista Italiano que obteve 11,4% dos votos, o Movimento Social Italiano que conquistou 6,8% dos votos e, por fim, o Partido Republicano Italiano, que conquistou 5,1% dos votos.
Após as eleições, e como acordado no acordo que deu origem ao Pentapartito, o cargo de primeiro-ministro foi ocupado, pela primeira vez na história, por um socialista, neste caso, Bettino Craxi, líder do Partido Socialista Italiano.

## Resultados Oficiais

### Câmara dos Deputados
| Partido                 | Partido                                 | Votos      | %               | +/-   | Deputados | +/-     |
| ----------------------- | --------------------------------------- | ---------- | --------------- | ----- | --------- | ------- |
|                         | Democracia Cristã                       | 12 153 081 | 32,93 / 100,00  | 5,37  | 225 / 630 | 37      |
|                         | Partido Comunista Italiano              | 11 032 318 | 29,89 / 100,00  | 0,49  | 198 / 630 | 3       |
|                         | Partido Socialista Italiano             | 4 223 362  | 11,44 / 100,00  | 1,63  | 73 / 630  | 11      |
|                         | Movimento Social Italiano               | 2 511 487  | 6,81 / 100,00   | 1,55  | 42 / 630  | 12      |
|                         | Partido Republicano Italiano            | 1 874 512  | 5,08 / 100,00   | 2,05  | 29 / 630  | 13      |
|                         | Partido Socialista Democrático Italiano | 1 508 234  | 4,09 / 100,00   | 0,25  | 23 / 630  | 3       |
|                         | Partido Liberal Italiano                | 1 066 980  | 2,89 / 100,00   | 0,95  | 16 / 630  | 7       |
|                         | Partido Radical                         | 809 810    | 2,19 / 100,00   | 1,26  | 11 / 630  | 7       |
|                         | Democracia Proletária                   | 542 039    | 1,47 / 100,00   | 0,67  | 7 / 630   | 7       |
|                         | Partido Nacional dos Pensionistas       | 503 461    | 1,36 / 100,00   | Novo  | 0 / 630   | Novo    |
|                         | Partido Popular Sul Tirolês             | 184 940    | 0,50 / 100,00   | 0,06  | 3 / 630   | 1       |
|                         | Liga Veneta                             | 125 311    | 0,34 / 100,00   | Novo  | 1 / 630   | Novo    |
|                         | Partido Sardo de Acção                  | 91 923     | 0,25 / 100,00   | 0,20  | 1 / 630   | 1       |
|                         | Coligação Vale de Aosta                 | 28 086     | 0,08 / 100,00   | 0,01  | 1 / 630   | Estável |
|                         | Outros                                  | 250 461    | 0,67 / 100,00   |       | 0 / 630   |         |
| Votos Inválidos         | Votos Inválidos                         | 2 282 177  | 5,82 / 100,00   | 1,71  |           |         |
| Total                   | Total                                   | 39 188 182 | 100,00 / 100,00 |       | 630 / 630 |         |
| Eleitorado/Participação | Eleitorado/Participação                 | 44 526 357 | 88,01 / 100,00  | 2,61  |           |         |
| Fonte                   | Fonte                                   | [ 3 ]      | [ 3 ]           | [ 3 ] | [ 3 ]     | [ 3 ]   |

### Senado da República
| Partido                 | Partido                                 | Votos      | %               | +/-   | Senadores | +/-     |
| ----------------------- | --------------------------------------- | ---------- | --------------- | ----- | --------- | ------- |
|                         | Democracia Cristã                       | 10 077 204 | 32,41 / 100,00  | 5,93  | 120 / 315 | 18      |
|                         | Partido Comunista Italiano              | 9 577 071  | 30,81 / 100,00  | 0,65  | 107 / 315 | 2       |
|                         | Partido Socialista Italiano             | 3 539 593  | 11,39 / 100,00  | 1,01  | 38 / 315  | 6       |
|                         | Movimento Social Italiano               | 2 283 524  | 7,35 / 100,00   | 1,67  | 18 / 315  | 5       |
|                         | Partido Republicano Italiano            | 1 452 279  | 4,67 / 100,00   | 1,31  | 10 / 315  | 4       |
|                         | Partido Socialista Democrático Italiano | 1 184 936  | 3,81 / 100,00   | 0,41  | 8 / 315   | 1       |
|                         | Partido Liberal Italiano                | 834 771    | 2,69 / 100,00   | 0,48  | 6 / 315   | 4       |
|                         | Partido Radical                         | 548 229    | 1,76 / 100,00   | 0,44  | 1 / 315   | 1       |
|                         | Partido Nacional dos Pensionistas       | 370 756    | 1,19 / 100,00   | Novo  | 0 / 315   | Novo    |
|                         | Democracia Proletária                   | 327 750    | 1,05 / 100,00   | 0,91  | 0 / 315   | Estável |
|                         | Partido Popular Sul Tirolês             | 157 444    | 0,51 / 100,00   | 0,04  | 3 / 315   | Estável |
|                         | PLI-PRI                                 | 127 504    | 0,41 / 100,00   | Novo  | 1 / 315   | Novo    |
|                         | Liga Veneta                             | 91 171     | 0,29 / 100,00   | Novo  | 1 / 315   | Novo    |
|                         | Partido Sardo de Acção                  | 76 797     | 0,25 / 100,00   | 0,20  | 1 / 315   | 1       |
|                         | Coligação Vale de Aosta                 | 26 547     | 0,09 / 100,00   | 0,03  | 1 / 315   | Estável |
|                         | Outros                                  | 413 435    | 1,35 / 100,00   |       | 0 / 315   |         |
| Votos Inválidos         | Votos Inválidos                         | 2 313 128  | 6,93 / 100,00   | 1,94  |           |         |
| Total                   | Total                                   | 33 402 139 | 100,00 / 100,00 |       | 315 / 315 |         |
| Eleitorado/Participação | Eleitorado/Participação                 | 37 603 817 | 88,83 / 100,00  | 1,86  |           |         |
| Fonte                   | Fonte                                   | [ 4 ]      | [ 4 ]           | [ 4 ] | [ 4 ]     | [ 4 ]   |

## Resultados por Distrito Eleitoral

### Câmara dos Deputados
| Distrito Eleitoral | %    | D   | %    | D   | %    | D   | %    | D   | %   | D   | %    | D    | %   | D   | %   | D  | %   | D  | %    | D   | %   | D  | %      | D      | %    | D   | D   | Votantes   |
| Distrito Eleitoral | DC   | DC  | PCI  | PCI | PSI  | PSI | MSI  | MSI | PRI | PRI | PSDI | PSDI | PLI | PLI | PR  | PR | DP  | DP | SVP  | SVP | LV  | LV | PSD'Az | PSD'Az | CVA  | CVA | D   | Votantes   |
| ------------------ | ---- | --- | ---- | --- | ---- | --- | ---- | --- | --- | --- | ---- | ---- | --- | --- | --- | -- | --- | -- | ---- | --- | --- | -- | ------ | ------ | ---- | --- | --- | ---------- |
| Turim              | 24,3 | 9   | 32,5 | 12  | 10,7 | 4   | 5,6  | 2   | 8,1 | 3   | 4,8  | 2    | 5,9 | 2   | 3,7 | 1  | 1,9 | 1  | -    | -   | -   | -  | -      | -      | -    | -   | 36  | 2 301 004  |
| Cuneo              | 36,0 | 6   | 23,9 | 4   | 10,0 | 1   | 4,2  | -   | 6,7 | 1   | 6,0  | 1    | 8,4 | 1   | 2,8 | -  | 1,6 | -  | -    | -   | -   | -  | -      | -      | -    | -   | 14  | 912 901    |
| Génova             | 27,3 | 6   | 35,7 | 8   | 10,2 | 2   | 5,2  | 1   | 6,2 | 1   | 3,3  | -    | 4,7 | 1   | 3,1 | 1  | 1,5 | -  | -    | -   | -   | -  | -      | -      | -    | -   | 20  | 1 333 771  |
| Milão              | 27,2 | 14  | 31,1 | 16  | 12,0 | 6   | 5,7  | 3   | 8,3 | 4   | 3,9  | 2    | 4,1 | 2   | 3,2 | 2  | 2,8 | 2  | -    | -   | -   | -  | -      | -      | -    | -   | 51  | 3 210 036  |
| Como               | 36,8 | 8   | 22,9 | 5   | 12,8 | 2   | 5,3  | 1   | 6,7 | 1   | 4,6  | 1    | 4,1 | 1   | 2,5 | 1  | 2,0 | -  | -    | -   | -   | -  | -      | -      | -    | -   | 20  | 1 223 312  |
| Bréscia            | 45,3 | 10  | 22,6 | 5   | 10,4 | 2   | 4,7  | 1   | 5,1 | 1   | 3,5  | 1    | 3,2 | 1   | 2,3 | 1  | 2,2 | -  | -    | -   | -   | -  | -      | -      | -    | -   | 23  | 1 342 047  |
| Mântua             | 33,6 | 3   | 34,9 | 3   | 14,3 | 1   | 4,7  | -   | 3,9 | -   | 2,6  | -    | 2,4 | -   | 2,0 | -  | 1,5 | -  | -    | -   | -   | -  | -      | -      | -    | -   | 7   | 529 919    |
| Trento             | 27,6 | 3   | 11,1 | 1   | 6,8  | 1   | 3,3  | -   | 4,9 | -   | 2,4  | -    | 1,6 | -   | 2,4 | -  | 1,9 | -  | 32,4 | 3   | -   | -  | -      | -      | -    | -   | 8   | 611 856    |
| Verona             | 46,1 | 14  | 18,7 | 6   | 9,6  | 3   | 4,3  | 1   | 5,0 | 1   | 3,1  | 1    | 2,9 | 1   | 2,5 | 1  | 1,7 | 1  | -    | -   | 4,0 | 1  | -      | -      | -    | -   | 30  | 1 843 043  |
| Veneza             | 37,2 | 7   | 24,5 | 4   | 12,1 | 2   | 3,9  | 1   | 5,3 | 1   | 3,8  | 1    | 2,7 | -   | 2,5 | -  | 1,9 | -  | -    | -   | 4,5 | -  | -      | -      | -    | -   | 16  | 1 115 301  |
| Údine              | 37,9 | 6   | 21,3 | 3   | 12,3 | 2   | 4,9  | 1   | 5,4 | 1   | 6,7  | 1    | 2,5 | -   | 2,4 | -  | 1,5 | -  | -    | -   | 1,0 | -  | -      | -      | -    | -   | 14  | 861 943    |
| Bolonha            | 20,5 | 5   | 48,2 | 13  | 9,5  | 2   | 3,7  | 1   | 8,1 | 2   | 3,3  | 1    | 2,3 | 1   | 1,9 | -  | 1,2 | -  | -    | -   | -   | -  | -      | -      | -    | -   | 26  | 1 743 511  |
| Parma              | 25,9 | 5   | 46,5 | 10  | 10,4 | 2   | 3,8  | 1   | 4,0 | 1   | 4,2  | 1    | 2,3 | -   | 1,7 | -  | 1,1 | -  | -    | -   | -   | -  | -      | -      | -    | -   | 20  | 1 286 739  |
| Florença           | 23,9 | 4   | 49,4 | 9   | 9,9  | 2   | 3,7  | -   | 4,6 | 1   | 2,0  | -    | 1,5 | -   | 2,0 | -  | 1,3 | -  | -    | -   | -   | -  | -      | -      | -    | -   | 16  | 1 090 713  |
| Pisa               | 27,3 | 4   | 41,7 | 7   | 11,8 | 2   | 4,7  | 1   | 4,8 | 1   | 2,7  | -    | 1,3 | -   | 1,7 | -  | 1,4 | -  | -    | -   | -   | -  | -      | -      | -    | -   | 15  | 985 164    |
| Siena              | 24,6 | 3   | 48,7 | 5   | 11,7 | 1   | 4,4  | -   | 3,4 | -   | 1,9  | -    | 1,4 | -   | 1,3 | -  | 1,3 | -  | -    | -   | -   | -  | -      | -      | -    | -   | 9   | 605 755    |
| Ancona             | 33,4 | 6   | 37,7 | 7   | 9,8  | 2   | 5,4  | 1   | 4,7 | 1   | 3,0  | -    | 1,6 | -   | 1,6 | -  | 1,1 | -  | -    | -   | -   | -  | -      | -      | -    | -   | 17  | 1 048 132  |
| Perúgia            | 27,9 | 3   | 42,6 | 5   | 12,5 | 1   | 6,8  | 1   | 3,2 | -   | 1,7  | -    | 1,2 | -   | 1,4 | -  | 1,2 | -  | -    | -   | -   | -  | -      | -      | -    | -   | 10  | 710 758    |
| Roma               | 30,9 | 17  | 29,6 | 16  | 9,9  | 5   | 9,8  | 5   | 4,7 | 3   | 4,5  | 2    | 2,7 | 2   | 3,6 | 2  | 1,2 | 1  | -    | -   | -   | -  | -      | -      | -    | -   | 53  | 3 409 290  |
| L'Aquila           | 42,1 | 7   | 29,5 | 5   | 9,7  | 1   | 6,8  | 1   | 2,5 | -   | 3,6  | -    | 1,7 | -   | 1,5 | -  | 1,1 | -  | -    | -   | -   | -  | -      | -      | -    | -   | 14  | 860 730    |
| Campobasso         | 55,5 | 3   | 19,7 | 1   | 7,9  | -   | 5,1  | -   | 3,4 | -   | 3,6  | -    | 2,2 | -   | 1,1 | -  | 1,4 | -  | -    | -   | -   | -  | -      | -      | -    | -   | 4   | 222 139    |
| Nápoles            | 32,6 | 14  | 26,6 | 11  | 11,9 | 5   | 13,7 | 6   | 3,2 | 1   | 5,1  | 2    | 2,6 | 1   | 1,9 | 1  | 1,0 | 1  | -    | -   | -   | -  | -      | -      | -    | -   | 42  | 2 271 054  |
| Benevento          | 43,4 | 9   | 19,6 | 4   | 14,8 | 3   | 8,2  | 1   | 2,8 | -   | 5,9  | -    | 2,0 | -   | 1,0 | -  | 1,2 | -  | -    | -   | -   | -  | -      | -      | -    | -   | 18  | 1 132 875  |
| Bari               | 34,4 | 9   | 25,7 | 6   | 15,1 | 4   | 10,5 | 3   | 3,0 | 1   | 5,7  | 1    | 2,2 | 1   | 1,3 | -  | 0,7 | -  | -    | -   | -   | -  | -      | -      | -    | -   | 25  | 1 366 919  |
| Lecce              | 38,6 | 8   | 25,2 | 5   | 13,5 | 3   | 9,7  | 2   | 3,4 | 1   | 4,3  | 1    | 2,0 | -   | 1,0 | -  | 0,7 | -  | -    | -   | -   | -  | -      | -      | -    | -   | 20  | 1 133 987  |
| Potenza            | 46,0 | 4   | 27,9 | 2   | 11,0 | 1   | 6,3  | -   | 1,3 | -   | 4,7  | -    | 0,8 | -   | 0,9 | -  | 0,9 | -  | -    | -   | -   | -  | -      | -      | -    | -   | 7   | 398 080    |
| Catanzaro          | 36,8 | 9   | 26,2 | 6   | 16,2 | 4   | 7,7  | 2   | 3,6 | 1   | 4,9  | 1    | 0,9 | -   | 0,9 | -  | 1,2 | -  | -    | -   | -   | -  | -      | -      | -    | -   | 23  | 1 237 845  |
| Catânia            | 36,1 | 11  | 21,4 | 6   | 13,3 | 4   | 12,0 | 3   | 5,0 | 1   | 4,8  | 1    | 3,8 | 1   | 1,2 | -  | 0,9 | -  | -    | -   | -   | -  | -      | -      | -    | -   | 27  | 1 624 004  |
| Palermo            | 40,0 | 11  | 21,9 | 6   | 13,2 | 3   | 8,2  | 2   | 4,7 | 1   | 4,6  | 1    | 2,5 | 1   | 1,4 | -  | 1,4 | -  | -    | -   | -   | -  | -      | -      | -    | -   | 25  | 1 459 716  |
| Cagliari           | 31,7 | 6   | 28,8 | 6   | 10,1 | 2   | 6,3  | 1   | 3,1 | -   | 3,9  | 1    | 1,5 | -   | 1,6 | -  | 1,5 | -  | -    | -   | -   | -  | 9,5    | 1      | -    | -   | 17  | 1 017 978  |
| Vale de Aosta      | 19,7 | -   | 22,2 | -   | 7,3  | -   | 3,6  | -   | -   | -   | -    | -    | -   | -   | -   | -  | -   | -  | -    | -   | -   | -  | -      | -      | 38,9 | 1   | 1   | 81 595     |
| Trieste            | 23,3 | 1   | 22,9 | 1   | 6,3  | -   | 8,1  | -   | 4,5 | -   | 2,6  | -    | 2,0 | -   | 3,5 | -  | 1,1 | -  | -    | -   | -   | -  | -      | -      | -    | -   | 2   | 216 065    |
| Itália             | 32,9 | 225 | 29,9 | 198 | 11,4 | 73  | 6,8  | 42  | 5,1 | 29  | 4,1  | 23   | 2,9 | 16  | 2,2 | 11 | 1,5 | 7  | 0,5  | 3   | 0,3 | 1  | 0,3    | 1      | 0,1  |     | 630 | 39 188 182 |

#### Torino-Novara-Vercelli
| Partido                 | Partido                                 | Votos     | %               | +/-  | Deputados | +/-     |
| ----------------------- | --------------------------------------- | --------- | --------------- | ---- | --------- | ------- |
|                         | Partido Comunista Italiano              | 692 049   | 32,48 / 100,00  | 0,37 | 12 / 36   | 1       |
|                         | Democracia Cristã                       | 517 341   | 24,28 / 100,00  | 6,69 | 9 / 36    | 3       |
|                         | Partido Socialista Italiano             | 227 810   | 10,69 / 100,00  | 0,13 | 4 / 36    | Estável |
|                         | Partido Republicano Italiano            | 171 508   | 8,05 / 100,00   | 3,78 | 3 / 36    | 1       |
|                         | Partido Liberal Italiano                | 126 151   | 5,92 / 100,00   | 1,87 | 2 / 36    | Estável |
|                         | Movimento Social Italiano               | 118 617   | 5,57 / 100,00   | 1,65 | 2 / 36    | 1       |
|                         | Partido Socialista Democrático Italiano | 101 709   | 4,77 / 100,00   | 0,09 | 2 / 36    | Estável |
|                         | Partido Radical                         | 78 849    | 3,70 / 100,00   | 1,34 | 1 / 36    | 1       |
|                         | Partido Nacional dos Pensionistas       | 48 120    | 2,26 / 100,00   | Novo | 0 / 36    | Novo    |
|                         | Democracia Proletária                   | 39 493    | 1,85 / 100,00   | 0,80 | 1 / 36    | 1       |
|                         | Outros                                  | 8 733     | 0,41 / 100,00   |      | 0 / 36    |         |
| Votos Inválidos         | Votos Inválidos                         | 232 262   | 10,09 / 100,00  | 1,95 |           |         |
| Total                   | Total                                   | 2 301 004 | 100,00 / 100,00 |      | 36 / 36   | 3       |
| Eleitorado/Participação | Eleitorado/Participação                 | 2 574 172 | 89,39 / 100,00  | 4,19 |           |         |

#### Cuneo-Alessandria-Asti
| Partido                 | Partido                                 | Votos     | %               | +/-  | Deputados | +/-     |
| ----------------------- | --------------------------------------- | --------- | --------------- | ---- | --------- | ------- |
|                         | Democracia Cristã                       | 301 007   | 35,97 / 100,00  | 5,40 | 6 / 14    | 1       |
|                         | Partido Comunista Italiano              | 199 784   | 23,88 / 100,00  | 0,78 | 4 / 14    | Estável |
|                         | Partido Socialista Italiano             | 83 724    | 10,01 / 100,00  | 0,31 | 1 / 14    | Estável |
|                         | Partido Liberal Italiano                | 70 329    | 8,40 / 100,00   | 2,57 | 1 / 14    | Estável |
|                         | Partido Republicano Italiano            | 55 689    | 6,66 / 100,00   | 2,79 | 1 / 14    | Estável |
|                         | Partido Socialista Democrático Italiano | 50 410    | 6,02 / 100,00   | 0,46 | 1 / 14    | Estável |
|                         | Movimento Social Italiano               | 35 427    | 4,23 / 100,00   | 1,49 | 0 / 14    | Estável |
|                         | Partido Radical                         | 23 218    | 2,77 / 100,00   | 0,70 | 0 / 14    | Estável |
|                         | Democracia Proletária                   | 13 501    | 1,61 / 100,00   | 0,93 | 0 / 14    | Estável |
|                         | Outros                                  | 3 700     | 0,44 / 100,00   |      | 0 / 14    |         |
| Votos Inválidos         | Votos Inválidos                         | 109 140   | 11,96 / 100,00  | 1,98 |           |         |
| Total                   | Total                                   | 912 901   | 100,00 / 100,00 |      | 14 / 14   | 1       |
| Eleitorado/Participação | Eleitorado/Participação                 | 1 008 534 | 90,52 / 100,00  | 3,76 |           |         |

#### Genova-Imperia-La Spezia-Savona
| Partido                 | Partido                                 | Votos     | %               | +/-  | Deputados | +/-     |
| ----------------------- | --------------------------------------- | --------- | --------------- | ---- | --------- | ------- |
|                         | Partido Comunista Italiano              | 445 621   | 35,68 / 100,00  | 0,16 | 8 / 20    | Estável |
|                         | Democracia Cristã                       | 341 374   | 27,33 / 100,00  | 4,84 | 6 / 20    | 2       |
|                         | Partido Socialista Italiano             | 126 729   | 10,15 / 100,00  | 1,38 | 2 / 20    | 1       |
|                         | Partido Republicano Italiano            | 77 212    | 6,18 / 100,00   | 2,74 | 1 / 20    | Estável |
|                         | Movimento Social Italiano               | 65 196    | 5,22 / 100,00   | 1,48 | 1 / 20    | Estável |
|                         | Partido Liberal Italiano                | 58 917    | 4,72 / 100,00   | 1,37 | 1 / 20    | Estável |
|                         | Partido Socialista Democrático Italiano | 41 009    | 3,28 / 100,00   | 0,02 | 0 / 20    | Estável |
|                         | Partido Radical                         | 38 194    | 3,06 / 100,00   | 1,77 | 1 / 20    | Estável |
|                         | Partido Nacional dos Pensionistas       | 33 544    | 2,69 / 100,00   | Novo | 0 / 20    | Novo    |
|                         | Democracia Proletária                   | 19 270    | 1,54 / 100,00   | 0,79 | 0 / 20    | Estável |
|                         | Outros                                  | 2 027     | 0,16 / 100,00   |      | 0 / 20    |         |
| Votos Inválidos         | Votos Inválidos                         | 117 573   | 8,82 / 100,00   | 2,01 |           |         |
| Total                   | Total                                   | 1 333 771 | 100,00 / 100,00 |      | 20 / 20   | 3       |
| Eleitorado/Participação | Eleitorado/Participação                 | 1 513 188 | 88,14 / 100,00  | 4,33 |           |         |

#### Milano-Pavia
| Partido                 | Partido                                 | Votos     | %               | +/-  | Deputados | +/-     |
| ----------------------- | --------------------------------------- | --------- | --------------- | ---- | --------- | ------- |
|                         | Partido Comunista Italiano              | 945 655   | 31,12 / 100,00  | 0,96 | 16 / 51   | 1       |
|                         | Democracia Cristã                       | 825 777   | 27,17 / 100,00  | 6,19 | 14 / 51   | 4       |
|                         | Partido Socialista Italiano             | 365 549   | 12,03 / 100,00  | 0,79 | 6 / 51    | Estável |
|                         | Partido Republicano Italiano            | 251 792   | 8,29 / 100,00   | 4,80 | 4 / 51    | 2       |
|                         | Movimento Social Italiano               | 173 057   | 5,69 / 100,00   | 1,67 | 3 / 51    | 1       |
|                         | Partido Liberal Italiano                | 123 904   | 4,08 / 100,00   | 1,02 | 2 / 51    | Estável |
|                         | Partido Socialista Democrático Italiano | 117 332   | 3,86 / 100,00   | 0,17 | 2 / 51    | Estável |
|                         | Partido Radical                         | 98 024    | 3,23 / 100,00   | 1,53 | 2 / 51    | Estável |
|                         | Democracia Proletária                   | 83 917    | 2,76 / 100,00   | 1,36 | 2 / 51    | 2       |
|                         | Partido Nacional dos Pensionistas       | 43 203    | 1,42 / 100,00   | Novo | 0 / 51    | Novo    |
|                         | Outros                                  | 10 908    | 0,35 / 100,00   |      | 0 / 51    |         |
| Votos Inválidos         | Votos Inválidos                         | 242 287   | 7,55 / 100,00   | 1,80 |           |         |
| Total                   | Total                                   | 3 210 036 | 100,00 / 100,00 |      | 51 / 51   | 1       |
| Eleitorado/Participação | Eleitorado/Participação                 | 3 529 940 | 90,94 / 100,00  | 4,05 |           |         |

#### Como-Sondrio-Varese
| Partido                 | Partido                                 | Votos     | %               | +/-  | Deputados | +/-     |
| ----------------------- | --------------------------------------- | --------- | --------------- | ---- | --------- | ------- |
|                         | Democracia Cristã                       | 419 827   | 36,76 / 100,00  | 6,84 | 8 / 20    | 1       |
|                         | Partido Comunista Italiano              | 261 257   | 22,87 / 100,00  | 0,53 | 5 / 20    | Estável |
|                         | Partido Socialista Italiano             | 146 469   | 12,82 / 100,00  | 0,29 | 2 / 20    | Estável |
|                         | Partido Republicano Italiano            | 76 692    | 6,71 / 100,00   | 3,78 | 1 / 20    | Estável |
|                         | Movimento Social Italiano               | 60 774    | 5,32 / 100,00   | 1,99 | 1 / 20    | 1       |
|                         | Partido Socialista Democrático Italiano | 52 312    | 4,58 / 100,00   | 0,22 | 1 / 20    | Estável |
|                         | Partido Liberal Italiano                | 46 992    | 4,11 / 100,00   | 1,24 | 1 / 20    | Estável |
|                         | Partido Radical                         | 28 882    | 2,53 / 100,00   | 1,06 | 1 / 20    | Estável |
|                         | Partido Nacional dos Pensionistas       | 23 394    | 2,05 / 100,00   | Novo | 0 / 20    | Novo    |
|                         | Democracia Proletária                   | 22 780    | 1,99 / 100,00   | 1,10 | 0 / 20    | Estável |
|                         | Outros                                  | 2 794     | 0,24 / 100,00   |      | 0 / 20    |         |
| Votos Inválidos         | Votos Inválidos                         | 115 778   | 9,46 / 100,00   | 2,02 |           |         |
| Total                   | Total                                   | 1 223 312 | 100,00 / 100,00 |      | 20 / 20   |         |
| Eleitorado/Participação | Eleitorado/Participação                 | 1 347 649 | 90,77 / 100,00  | 3,34 |           |         |

#### Brescia-Bergamo
| Partido                 | Partido                                 | Votos     | %               | +/-  | Deputados | +/-     |
| ----------------------- | --------------------------------------- | --------- | --------------- | ---- | --------- | ------- |
|                         | Democracia Cristã                       | 572 789   | 45,28 / 100,00  | 5,78 | 10 / 23   | 2       |
|                         | Partido Comunista Italiano              | 285 348   | 22,56 / 100,00  | 0,97 | 5 / 23    | Estável |
|                         | Partido Socialista Italiano             | 132 098   | 10,44 / 100,00  | 0,49 | 2 / 23    | Estável |
|                         | Partido Republicano Italiano            | 64 346    | 5,09 / 100,00   | 3,12 | 1 / 23    | 1       |
|                         | Movimento Social Italiano               | 59 208    | 4,68 / 100,00   | 1,53 | 1 / 23    | Estável |
|                         | Partido Socialista Democrático Italiano | 44 403    | 3,51 / 100,00   | 0,07 | 1 / 23    | Estável |
|                         | Partido Liberal Italiano                | 40 301    | 3,19 / 100,00   | 1,13 | 1 / 23    | 1       |
|                         | Partido Radical                         | 28 637    | 2,26 / 100,00   | 0,50 | 1 / 23    | Estável |
|                         | Democracia Proletária                   | 27 247    | 2,15 / 100,00   | 1,25 | 1 / 23    | 1       |
|                         | Outros                                  | 10 595    | 0,83 / 100,00   |      | 0 / 23    |         |
| Votos Inválidos         | Votos Inválidos                         | 117 586   | 8,76 / 100,00   | 2,15 |           |         |
| Total                   | Total                                   | 1 342 047 | 100,00 / 100,00 |      | 23 / 23   |         |
| Eleitorado/Participação | Eleitorado/Participação                 | 1 465 145 | 91,60 / 100,00  | 3,20 |           |         |

#### Mantova-Cremona
| Partido                 | Partido                                 | Votos   | %               | +/-  | Deputados | +/-     |
| ----------------------- | --------------------------------------- | ------- | --------------- | ---- | --------- | ------- |
|                         | Partido Comunista Italiano              | 175 649 | 34,94 / 100,00  | 0,46 | 3 / 7     | Estável |
|                         | Democracia Cristã                       | 168 930 | 33,60 / 100,00  | 4,15 | 3 / 7     | 1       |
|                         | Partido Socialista Italiano             | 71 696  | 14,26 / 100,00  | 1,89 | 1 / 7     | Estável |
|                         | Movimento Social Italiano               | 23 531  | 4,68 / 100,00   | 1,14 | 0 / 7     | Estável |
|                         | Partido Republicano Italiano            | 19 663  | 3,91 / 100,00   | 2,21 | 0 / 7     | Estável |
|                         | Partido Socialista Democrático Italiano | 13 278  | 2,64 / 100,00   | 0,58 | 0 / 7     | Estável |
|                         | Partido Liberal Italiano                | 11 914  | 2,37 / 100,00   | 0,86 | 0 / 7     | Estável |
|                         | Partido Radical                         | 9 945   | 1,98 / 100,00   | 0,49 | 0 / 7     | Estável |
|                         | Democracia Proletária                   | 7 267   | 1,45 / 100,00   | 0,84 | 0 / 7     | Estável |
|                         | Outros                                  | 857     | 0,17 / 100,00   |      | 0 / 7     |         |
| Votos Inválidos         | Votos Inválidos                         | 43 213  | 8,15 / 100,00   | 1,74 |           |         |
| Total                   | Total                                   | 529 919 | 100,00 / 100,00 |      | 7 / 7     | 1       |
| Eleitorado/Participação | Eleitorado/Participação                 | 568 101 | 93,28 / 100,00  | 3,35 |           |         |

#### Trento-Bolzano
| Partido                 | Partido                                 | Votos   | %               | +/-     | Deputados | +/-     |
| ----------------------- | --------------------------------------- | ------- | --------------- | ------- | --------- | ------- |
|                         | Partido Popular Sul Tirolês             | 184 940 | 32,44 / 100,00  | 3,39    | 3 / 8     | 1       |
|                         | Democracia Cristã                       | 157 082 | 27,55 / 100,00  | 3,48    | 3 / 8     | 1       |
|                         | Partido Comunista Italiano              | 63 242  | 11,09 / 100,00  | Estável | 1 / 8     | Estável |
|                         | Partido Socialista Italiano             | 38 826  | 6,81 / 100,00   | 0,17    | 1 / 8     | Estável |
|                         | Partido Republicano Italiano            | 27 789  | 4,87 / 100,00   | 2,69    | 0 / 8     | Estável |
|                         | Movimento Social Italiano               | 18 802  | 3,30 / 100,00   | 0,94    | 0 / 8     | Estável |
|                         | Partido Popular do Trentino Tirolês     | 18 656  | 3,27 / 100,00   | Novo    | 0 / 8     | Novo    |
|                         | Partido Socialista Democrático Italiano | 13 873  | 2,43 / 100,00   | 0,26    | 0 / 8     | Estável |
|                         | Partido Radical                         | 13 856  | 2,43 / 100,00   | 1,82    | 0 / 8     | Estável |
|                         | Partido do Tirol do Sul                 | 12 270  | 2,15 / 100,00   | Novo    | 0 / 8     | Novo    |
|                         | Democracia Proletária                   | 10 851  | 1,90 / 100,00   | 0,51    | 0 / 8     | Estável |
|                         | Partido Liberal Italiano                | 9 052   | 1,59 / 100,00   | 0,34    | 0 / 8     | Estável |
|                         | Outros                                  | 892     | 0,16 / 100,00   |         | 0 / 8     |         |
| Votos Inválidos         | Votos Inválidos                         | 61 478  | 10,05 / 100,00  | 3,70    |           |         |
| Total                   | Total                                   | 611 856 | 100,00 / 100,00 |         | 8 / 8     | 2       |
| Eleitorado/Participação | Eleitorado/Participação                 | 679 689 | 90,02 / 100,00  | 3,62    |           |         |

#### Verona-Padova-Vicenza-Rovigo
| Partido                 | Partido                                 | Votos     | %               | +/-  | Deputados | +/-     |
| ----------------------- | --------------------------------------- | --------- | --------------- | ---- | --------- | ------- |
|                         | Democracia Cristã                       | 804 078   | 46,14 / 100,00  | 7,81 | 14 / 30   | 2       |
|                         | Partido Comunista Italiano              | 326 638   | 18,74 / 100,00  | 0,87 | 6 / 30    | Estável |
|                         | Partido Socialista Italiano             | 167 245   | 9,60 / 100,00   | 0,82 | 3 / 30    | 1       |
|                         | Partido Republicano Italiano            | 87 692    | 5,03 / 100,00   | 2,41 | 1 / 30    | Estável |
|                         | Movimento Social Italiano               | 75 389    | 4,33 / 100,00   | 1,02 | 1 / 30    | Estável |
|                         | Liga Veneta                             | 69 814    | 4,01 / 100,00   | Novo | 1 / 30    | Novo    |
|                         | Partido Socialista Democrático Italiano | 53 339    | 3,06 / 100,00   | 0,73 | 1 / 30    | Estável |
|                         | Partido Liberal Italiano                | 50 981    | 2,93 / 100,00   | 1,00 | 1 / 30    | Estável |
|                         | Partido Radical                         | 43 101    | 2,47 / 100,00   | 1,07 | 1 / 30    | Estável |
|                         | Partido Nacional dos Pensionistas       | 32 618    | 1,87 / 100,00   | Novo | 0 / 30    | Novo    |
|                         | Democracia Proletária                   | 29 746    | 1,71 / 100,00   | 1,01 | 1 / 30    | 1       |
|                         | Outros                                  | 2 172     | 0,12 / 100,00   |      | 0 / 30    |         |
| Votos Inválidos         | Votos Inválidos                         | 144 929   | 7,86 / 100,00   | 1,59 |           |         |
| Total                   | Total                                   | 1 843 043 | 100,00 / 100,00 |      | 30 / 30   | 1       |
| Eleitorado/Participação | Eleitorado/Participação                 | 2 001 613 | 92,08 / 100,00  | 2,85 |           |         |

#### Venezia-Treviso
| Partido                 | Partido                                 | Votos     | %               | +/-  | Deputados | +/-     |
| ----------------------- | --------------------------------------- | --------- | --------------- | ---- | --------- | ------- |
|                         | Democracia Cristã                       | 392 159   | 37,19 / 100,00  | 7,45 | 7 / 16    | 1       |
|                         | Partido Comunista Italiano              | 258 350   | 24,50 / 100,00  | 0,80 | 4 / 16    | 1       |
|                         | Partido Socialista Italiano             | 127 428   | 12,09 / 100,00  | 1,34 | 2 / 16    | Estável |
|                         | Partido Republicano Italiano            | 55 380    | 5,25 / 100,00   | 2,06 | 1 / 16    | 1       |
|                         | Liga Veneta                             | 47 262    | 4,48 / 100,00   | Novo | 0 / 16    | Novo    |
|                         | Movimento Social Italiano               | 41 406    | 3,93 / 100,00   | 1,10 | 1 / 16    | 1       |
|                         | Partido Socialista Democrático Italiano | 40 494    | 3,84 / 100,00   | 0,70 | 1 / 16    | Estável |
|                         | Partido Liberal Italiano                | 27 972    | 2,65 / 100,00   | 0,87 | 0 / 16    | Estável |
|                         | Partido Radical                         | 26 516    | 2,51 / 100,00   | 1,46 | 0 / 16    | 1       |
|                         | Democracia Proletária                   | 19 645    | 1,86 / 100,00   | 1,08 | 0 / 16    | Estável |
|                         | Partido Nacional dos Pensionistas       | 16 810    | 1,59 / 100,00   | Novo | 0 / 16    | Novo    |
|                         | Outros                                  | 1 009     | 0,10 / 100,00   |      | 0 / 16    |         |
| Votos Inválidos         | Votos Inválidos                         | 84 470    | 7,57 / 100,00   | 1,79 |           |         |
| Total                   | Total                                   | 1 115 301 | 100,00 / 100,00 |      | 16 / 16   | 1       |
| Eleitorado/Participação | Eleitorado/Participação                 | 1 228 750 | 90,77 / 100,00  | 2,98 |           |         |

#### Udine-Belluno-Gorizia
| Partido                 | Partido                                 | Votos   | %               | +/-  | Deputados | +/-     |
| ----------------------- | --------------------------------------- | ------- | --------------- | ---- | --------- | ------- |
|                         | Democracia Cristã                       | 303 906 | 37,87 / 100,00  | 3,81 | 6 / 14    | Estável |
|                         | Partido Comunista Italiano              | 170 922 | 21,30 / 100,00  | 2,06 | 3 / 14    | Estável |
|                         | Partido Socialista Italiano             | 98 516  | 12,28 / 100,00  | 3,24 | 2 / 14    | 1       |
|                         | Partido Socialista Democrático Italiano | 53 806  | 6,70 / 100,00   | 0,90 | 1 / 14    | Estável |
|                         | Partido Republicano Italiano            | 43 289  | 5,39 / 100,00   | 2,62 | 1 / 14    | 1       |
|                         | Movimento Social Italiano               | 39 274  | 4,89 / 100,00   | 1,18 | 1 / 14    | 1       |
|                         | Movimento Friuli                        | 26 190  | 3,26 / 100,00   | 0,46 | 0 / 14    | Estável |
|                         | Partido Liberal Italiano                | 20 152  | 2,51 / 100,00   | 0,94 | 0 / 14    | Estável |
|                         | Partido Radical                         | 19 349  | 2,41 / 100,00   | 1,32 | 0 / 14    | Estável |
|                         | Democracia Proletária                   | 12 371  | 1,54 / 100,00   | 0,85 | 0 / 14    | Estável |
|                         | Liga Veneta                             | 8 235   | 1,03 / 100,00   | Novo | 0 / 14    | Novo    |
|                         | Outros                                  | 6 487   | 0,81 / 100,00   |      | 0 / 14    |         |
| Votos Inválidos         | Votos Inválidos                         | 85 906  | 9,97 / 100,00   | 3,70 |           |         |
| Total                   | Total                                   | 861 943 | 100,00 / 100,00 |      | 14 / 14   | 3       |
| Eleitorado/Participação | Eleitorado/Participação                 | 999 980 | 86,20 / 100,00  | 4,70 |           |         |

#### Bologna-Ferrara-Ravenna-Forli
| Partido                 | Partido                                 | Votos     | %               | +/-  | Deputados | +/-     |
| ----------------------- | --------------------------------------- | --------- | --------------- | ---- | --------- | ------- |
|                         | Partido Comunista Italiano              | 808 838   | 48,20 / 100,00  | 0,21 | 13 / 26   | Estável |
|                         | Democracia Cristã                       | 343 630   | 20,48 / 100,00  | 4,27 | 5 / 26    | 2       |
|                         | Partido Socialista Italiano             | 158 654   | 9,45 / 100,00   | 1,19 | 2 / 26    | Estável |
|                         | Partido Republicano Italiano            | 135 712   | 8,09 / 100,00   | 2,10 | 2 / 26    | Estável |
|                         | Movimento Social Italiano               | 62 339    | 3,71 / 100,00   | 0,99 | 1 / 26    | Estável |
|                         | Partido Socialista Democrático Italiano | 54 933    | 3,27 / 100,00   | 0,64 | 1 / 26    | Estável |
|                         | Partido Liberal Italiano                | 38 165    | 2,27 / 100,00   | 0,83 | 1 / 26    | 1       |
|                         | Partido Radical                         | 31 976    | 1,91 / 100,00   | 1,04 | 1 / 26    | Estável |
|                         | Partido Nacional dos Pensionistas       | 19 911    | 1,19 / 100,00   | Novo | 0 / 26    | Novo    |
|                         | Democracia Proletária                   | 19 455    | 1,16 / 100,00   | 0,59 | 0 / 26    | Estável |
|                         | Outros                                  | 4 616     | 0,27 / 100,00   |      | 0 / 26    |         |
| Votos Inválidos         | Votos Inválidos                         | 96 711    | 5,55 / 100,00   | 1,03 |           |         |
| Total                   | Total                                   | 1 743 511 | 100,00 / 100,00 |      | 26 / 26   | 1       |
| Eleitorado/Participação | Eleitorado/Participação                 | 1 849 651 | 94,26 / 100,00  | 2,53 |           |         |

#### Parma-Modena-Piacenza-Reggio nell'Emilia
| Partido                 | Partido                                 | Votos     | %               | +/-  | Deputados | +/-     |
| ----------------------- | --------------------------------------- | --------- | --------------- | ---- | --------- | ------- |
|                         | Partido Comunista Italiano              | 572 797   | 46,54 / 100,00  | 0,08 | 10 / 20   | Estável |
|                         | Democracia Cristã                       | 318 087   | 25,85 / 100,00  | 4,83 | 5 / 20    | 1       |
|                         | Partido Socialista Italiano             | 127 691   | 10,38 / 100,00  | 1,38 | 2 / 20    | Estável |
|                         | Partido Socialista Democrático Italiano | 51 381    | 4,18 / 100,00   | 0,37 | 1 / 20    | Estável |
|                         | Partido Republicano Italiano            | 49 706    | 4,04 / 100,00   | 2,17 | 1 / 20    | 1       |
|                         | Movimento Social Italiano               | 46 586    | 3,79 / 100,00   | 1,24 | 1 / 20    | 1       |
|                         | Partido Liberal Italiano                | 28 736    | 2,34 / 100,00   | 1,02 | 0 / 20    | Estável |
|                         | Partido Radical                         | 20 602    | 1,67 / 100,00   | 0,74 | 0 / 20    | Estável |
|                         | Democracia Proletária                   | 13 565    | 1,10 / 100,00   | 0,63 | 0 / 20    | Estável |
|                         | Outros                                  | 1 486     | 0,12 / 100,00   |      | 0 / 20    |         |
| Votos Inválidos         | Votos Inválidos                         | 86 326    | 6,80 / 100,00   | 1,10 |           |         |
| Total                   | Total                                   | 1 286 739 | 100,00 / 100,00 |      | 20 / 20   | 1       |
| Eleitorado/Participação | Eleitorado/Participação                 | 1 387 055 | 92,77 / 100,00  | 2,46 |           |         |

#### Firenze-Pistoia
| Partido                 | Partido                                 | Votos     | %               | +/-  | Deputados | +/-     |
| ----------------------- | --------------------------------------- | --------- | --------------- | ---- | --------- | ------- |
|                         | Partido Comunista Italiano              | 514 662   | 49,44 / 100,00  | 1,06 | 9 / 16    | Estável |
|                         | Democracia Cristã                       | 248 987   | 23,92 / 100,00  | 5,19 | 4 / 16    | 1       |
|                         | Partido Socialista Italiano             | 103 111   | 9,90 / 100,00   | 0,95 | 2 / 16    | 1       |
|                         | Partido Republicano Italiano            | 48 180    | 4,63 / 100,00   | 2,19 | 1 / 16    | 1       |
|                         | Movimento Social Italiano               | 38 538    | 3,70 / 100,00   | 1,01 | 0 / 16    | Estável |
|                         | Partido Radical                         | 21 051    | 2,02 / 100,00   | 0,69 | 0 / 16    | Estável |
|                         | Partido Socialista Democrático Italiano | 20 380    | 1,96 / 100,00   | 0,26 | 0 / 16    | Estável |
|                         | Partido Liberal Italiano                | 15 651    | 1,50 / 100,00   | 0,55 | 0 / 16    | Estável |
|                         | Partido Nacional dos Pensionistas       | 15 490    | 1,49 / 100,00   | Novo | 0 / 16    | Novo    |
|                         | Democracia Proletária                   | 13 933    | 1,34 / 100,00   | 0,50 | 0 / 16    | Estável |
|                         | Outros                                  | 1 096     | 0,11 / 100,00   |      | 0 / 16    |         |
| Votos Inválidos         | Votos Inválidos                         | 71 874    | 6,59 / 100,00   | 1,00 |           |         |
| Total                   | Total                                   | 1 090 713 | 100,00 / 100,00 |      | 16 / 16   | 1       |
| Eleitorado/Participação | Eleitorado/Participação                 | 1 185 427 | 92,01 / 100,00  | 3,71 |           |         |

#### Pisa-Livorno-Lucca-Massa e Carrara
| Partido                 | Partido                                 | Votos     | %               | +/-  | Deputados | +/-     |
| ----------------------- | --------------------------------------- | --------- | --------------- | ---- | --------- | ------- |
|                         | Partido Comunista Italiano              | 388 679   | 41,70 / 100,00  | 0,58 | 7 / 15    | Estável |
|                         | Democracia Cristã                       | 254 873   | 27,34 / 100,00  | 5,10 | 4 / 15    | 1       |
|                         | Partido Socialista Italiano             | 109 989   | 11,80 / 100,00  | 1,43 | 2 / 15    | Estável |
|                         | Partido Republicano Italiano            | 45 110    | 4,84 / 100,00   | 1,58 | 1 / 15    | 1       |
|                         | Movimento Social Italiano               | 43 938    | 4,71 / 100,00   | 0,93 | 1 / 15    | 1       |
|                         | Partido Socialista Democrático Italiano | 24 956    | 2,68 / 100,00   | 0,29 | 0 / 15    | Estável |
|                         | Partido Nacional dos Pensionistas       | 21 757    | 2,33 / 100,00   | Novo | 0 / 15    | Novo    |
|                         | Partido Radical                         | 16 201    | 1,74 / 100,00   | 0,82 | 0 / 15    | Estável |
|                         | Democracia Proletária                   | 13 270    | 1,42 / 100,00   | 0,67 | 0 / 15    | Estável |
|                         | Partido Liberal Italiano                | 12 445    | 1,34 / 100,00   | 0,38 | 0 / 15    | Estável |
|                         | Outros                                  | 897       | 0,10 / 100,00   |      | 0 / 15    |         |
| Votos Inválidos         | Votos Inválidos                         | 76 115    | 7,73 / 100,00   | 1,13 |           |         |
| Total                   | Total                                   | 985 164   | 100,00 / 100,00 |      | 15 / 15   | 1       |
| Eleitorado/Participação | Eleitorado/Participação                 | 1 076 231 | 91,54 / 100,00  | 2,99 |           |         |

#### Siena-Arezzo-Grosseto
| Partido                 | Partido                                 | Votos   | %               | +/-  | Deputados | +/-     |
| ----------------------- | --------------------------------------- | ------- | --------------- | ---- | --------- | ------- |
|                         | Partido Comunista Italiano              | 282 411 | 48,72 / 100,00  | 0,03 | 5 / 9     | Estável |
|                         | Democracia Cristã                       | 142 311 | 24,55 / 100,00  | 3,51 | 3 / 9     | Estável |
|                         | Partido Socialista Italiano             | 67 635  | 11,67 / 100,00  | 1,43 | 1 / 9     | Estável |
|                         | Movimento Social Italiano               | 25 423  | 4,39 / 100,00   | 1,03 | 0 / 9     | Estável |
|                         | Partido Republicano Italiano            | 19 542  | 3,37 / 100,00   | 0,88 | 0 / 9     | Estável |
|                         | Partido Socialista Democrático Italiano | 10 708  | 1,85 / 100,00   | 0,35 | 0 / 9     | Estável |
|                         | Partido Nacional dos Pensionistas       | 8 151   | 1,41 / 100,00   | Novo | 0 / 9     | Novo    |
|                         | Partido Liberal Italiano                | 7 901   | 1,36 / 100,00   | 0,50 | 0 / 9     | Estável |
|                         | Partido Radical                         | 7 645   | 1,32 / 100,00   | 0,56 | 0 / 9     | Estável |
|                         | Democracia Proletária                   | 7 466   | 1,29 / 100,00   | 0,61 | 0 / 9     | Estável |
|                         | Outros                                  | 446     | 0,08 / 100,00   |      | 0 / 9     |         |
| Votos Inválidos         | Votos Inválidos                         | 39 643  | 6,54 / 100,00   | 1,49 |           |         |
| Total                   | Total                                   | 605 755 | 100,00 / 100,00 |      | 9 / 9     |         |
| Eleitorado/Participação | Eleitorado/Participação                 | 647 500 | 93,55 / 100,00  | 2,74 |           |         |

#### Ancona-Pesaro-Macerata-Ascoli Piceno
| Partido                 | Partido                                 | Votos     | %               | +/-  | Deputados | +/-     |
| ----------------------- | --------------------------------------- | --------- | --------------- | ---- | --------- | ------- |
|                         | Partido Comunista Italiano              | 372 317   | 37,68 / 100,00  | 0,40 | 7 / 17    | Estável |
|                         | Democracia Cristã                       | 329 888   | 33,39 / 100,00  | 4,52 | 6 / 17    | 1       |
|                         | Partido Socialista Italiano             | 96 845    | 9,80 / 100,00   | 1,88 | 2 / 17    | 1       |
|                         | Movimento Social Italiano               | 53 363    | 5,40 / 100,00   | 1,46 | 1 / 17    | Estável |
|                         | Partido Republicano Italiano            | 46 166    | 4,67 / 100,00   | 1,13 | 1 / 17    | Estável |
|                         | Partido Socialista Democrático Italiano | 29 171    | 2,95 / 100,00   | 0,15 | 0 / 17    | Estável |
|                         | Partido Nacional dos Pensionistas       | 16 813    | 1,70 / 100,00   | Novo | 0 / 17    | Novo    |
|                         | Partido Liberal Italiano                | 16 015    | 1,62 / 100,00   | 0,63 | 0 / 17    | Estável |
|                         | Partido Radical                         | 15 538    | 1,57 / 100,00   | 0,76 | 0 / 17    | Estável |
|                         | Democracia Proletária                   | 11 000    | 1,11 / 100,00   | 0,61 | 0 / 17    | Estável |
|                         | Outros                                  | 861       | 0,09 / 100,00   |      | 0 / 17    |         |
| Votos Inválidos         | Votos Inválidos                         | 87 427    | 8,34 / 100,00   | 1,22 |           |         |
| Total                   | Total                                   | 1 048 132 | 100,00 / 100,00 |      | 17 / 17   |         |
| Eleitorado/Participação | Eleitorado/Participação                 | 1 152 456 | 90,95 / 100,00  | 2,07 |           |         |

#### Perugia-Terni-Rieti
| Partido                 | Partido                                 | Votos   | %               | +/-  | Deputados | +/-     |
| ----------------------- | --------------------------------------- | ------- | --------------- | ---- | --------- | ------- |
|                         | Partido Comunista Italiano              | 288 396 | 42,60 / 100,00  | 0,41 | 5 / 10    | Estável |
|                         | Democracia Cristã                       | 188 515 | 27,85 / 100,00  | 3,29 | 3 / 10    | 1       |
|                         | Partido Socialista Italiano             | 84 555  | 12,49 / 100,00  | 1,32 | 1 / 10    | Estável |
|                         | Movimento Social Italiano               | 45 965  | 6,79 / 100,00   | 1,67 | 1 / 10    | 1       |
|                         | Partido Republicano Italiano            | 21 495  | 3,18 / 100,00   | 0,55 | 0 / 10    | Estável |
|                         | Partido Socialista Democrático Italiano | 11 528  | 1,70 / 100,00   | 0,20 | 0 / 10    | Estável |
|                         | Partido Nacional dos Pensionistas       | 11 209  | 1,66 / 100,00   | Novo | 0 / 10    | Novo    |
|                         | Partido Radical                         | 9 110   | 1,35 / 100,00   | 0,68 | 0 / 10    | Estável |
|                         | Democracia Proletária                   | 8 074   | 1,19 / 100,00   | 0,63 | 0 / 10    | Estável |
|                         | Partido Liberal Italiano                | 8 068   | 1,19 / 100,00   | 0,43 | 0 / 10    | Estável |
| Votos Inválidos         | Votos Inválidos                         | 47 660  | 6,71 / 100,00   | 1,18 |           |         |
| Total                   | Total                                   | 710 758 | 100,00 / 100,00 |      | 10 / 10   |         |
| Eleitorado/Participação | Eleitorado/Participação                 | 776 675 | 91,51 / 100,00  | 2,56 |           |         |

#### Roma-Viterbo-Latina-Frosinone
| Partido                 | Partido                                 | Votos     | %               | +/-  | Deputados | +/-     |
| ----------------------- | --------------------------------------- | --------- | --------------- | ---- | --------- | ------- |
|                         | Democracia Cristã                       | 996 227   | 30,93 / 100,00  | 5,58 | 17 / 53   | 3       |
|                         | Partido Comunista Italiano              | 953 677   | 29,61 / 100,00  | 0,63 | 16 / 53   | Estável |
|                         | Partido Socialista Italiano             | 318 844   | 9,90 / 100,00   | 1,31 | 5 / 53    | Estável |
|                         | Movimento Social Italiano               | 316 742   | 9,83 / 100,00   | 1,75 | 5 / 53    | 1       |
|                         | Partido Republicano Italiano            | 152 647   | 4,74 / 100,00   | 1,41 | 3 / 53    | 1       |
|                         | Partido Socialista Democrático Italiano | 144 731   | 4,49 / 100,00   | 1,06 | 2 / 53    | Estável |
|                         | Partido Radical                         | 114 922   | 3,57 / 100,00   | 1,65 | 2 / 53    | 1       |
|                         | Partido Liberal Italiano                | 86 811    | 2,69 / 100,00   | 0,78 | 2 / 53    | 1       |
|                         | Partido Nacional dos Pensionistas       | 50 056    | 1,55 / 100,00   | Novo | 0 / 53    | Novo    |
|                         | Democracia Proletária                   | 39 854    | 1,24 / 100,00   | 0,21 | 1 / 53    | 1       |
|                         | Outros                                  | 46 808    | 1,45 / 100,00   |      | 0 / 53    |         |
| Votos Inválidos         | Votos Inválidos                         | 247 700   | 7,27 / 100,00   | 2,27 |           |         |
| Total                   | Total                                   | 3 409 290 | 100,00 / 100,00 |      | 53 / 53   | 1       |
| Eleitorado/Participação | Eleitorado/Participação                 | 3 864 231 | 88,23 / 100,00  | 4,00 |           |         |

#### L'Aquila-Pescara-Chieti-Teramo
| Partido                 | Partido                                 | Votos     | %               | +/-  | Deputados | +/-     |
| ----------------------- | --------------------------------------- | --------- | --------------- | ---- | --------- | ------- |
|                         | Democracia Cristã                       | 342 687   | 42,14 / 100,00  | 3,54 | 7 / 14    | Estável |
|                         | Partido Comunista Italiano              | 239 469   | 29,45 / 100,00  | 1,63 | 5 / 14    | Estável |
|                         | Partido Socialista Italiano             | 78 691    | 9,68 / 100,00   | 2,13 | 1 / 14    | Estável |
|                         | Movimento Social Italiano               | 54 862    | 6,75 / 100,00   | 0,91 | 1 / 14    | Estável |
|                         | Partido Socialista Democrático Italiano | 29 146    | 3,58 / 100,00   | 0,98 | 0 / 14    | Estável |
|                         | Partido Republicano Italiano            | 20 191    | 2,48 / 100,00   | 0,69 | 0 / 14    | Estável |
|                         | Partido Liberal Italiano                | 13 831    | 1,70 / 100,00   | 0,84 | 0 / 14    | Estável |
|                         | Partido Nacional dos Pensionistas       | 13 022    | 1,60 / 100,00   | Novo | 0 / 14    | Novo    |
|                         | Partido Radical                         | 12 115    | 1,49 / 100,00   | 0,81 | 0 / 14    | Estável |
|                         | Democracia Proletária                   | 8 557     | 1,05 / 100,00   | 0,45 | 0 / 14    | Estável |
|                         | Outros                                  | 586       | 0,07 / 100,00   |      | 0 / 14    |         |
| Votos Inválidos         | Votos Inválidos                         | 68 173    | 7,92 / 100,00   | 1,52 |           |         |
| Total                   | Total                                   | 860 730   | 100,00 / 100,00 |      | 14 / 14   |         |
| Eleitorado/Participação | Eleitorado/Participação                 | 1 046 574 | 82,24 / 100,00  | 0,82 |           |         |

#### Campobasso
| Partido                 | Partido                                 | Votos   | %               | +/-  | Deputados | +/-     |
| ----------------------- | --------------------------------------- | ------- | --------------- | ---- | --------- | ------- |
|                         | Democracia Cristã                       | 115 198 | 55,46 / 100,00  | 0,73 | 3 / 4     | Estável |
|                         | Partido Comunista Italiano              | 40 939  | 19,71 / 100,00  | 1,82 | 1 / 4     | Estável |
|                         | Partido Socialista Italiano             | 16 457  | 7,92 / 100,00   | 0,56 | 0 / 4     | Estável |
|                         | Movimento Social Italiano               | 10 618  | 5,11 / 100,00   | 0,08 | 0 / 4     | Estável |
|                         | Partido Socialista Democrático Italiano | 7 532   | 3,63 / 100,00   | 0,86 | 0 / 4     | Estável |
|                         | Partido Republicano Italiano            | 6 981   | 3,36 / 100,00   | 1,29 | 0 / 4     | Estável |
|                         | Partido Liberal Italiano                | 4 647   | 2,24 / 100,00   | 0,06 | 0 / 4     | Estável |
|                         | Democracia Proletária                   | 2 988   | 1,44 / 100,00   | -    | 0 / 4     | -       |
|                         | Partido Radical                         | 2 359   | 1,14 / 100,00   | 0,79 | 0 / 4     | Estável |
| Votos Inválidos         | Votos Inválidos                         | 21 071  | 9,49 / 100,00   | 1,73 |           |         |
| Total                   | Total                                   | 222 139 | 100,00 / 100,00 |      | 4 / 4     |         |
| Eleitorado/Participação | Eleitorado/Participação                 | 294 326 | 75,47 / 100,00  | 0,46 |           |         |

#### Napoli-Caserta
| Partido                 | Partido                                 | Votos     | %               | +/-  | Deputados | +/-     |
| ----------------------- | --------------------------------------- | --------- | --------------- | ---- | --------- | ------- |
|                         | Democracia Cristã                       | 699 918   | 32,61 / 100,00  | 6,42 | 14 / 42   | 2       |
|                         | Partido Comunista Italiano              | 571 102   | 26,61 / 100,00  | 0,48 | 11 / 42   | Estável |
|                         | Movimento Social Italiano               | 293 982   | 13,70 / 100,00  | 3,58 | 6 / 42    | 2       |
|                         | Partido Socialista Italiano             | 255 177   | 11,89 / 100,00  | 3,26 | 5 / 42    | 2       |
|                         | Partido Socialista Democrático Italiano | 109 122   | 5,08 / 100,00   | 1,00 | 2 / 42    | 1       |
|                         | Partido Republicano Italiano            | 69 321    | 3,23 / 100,00   | 0,30 | 1 / 42    | Estável |
|                         | Partido Liberal Italiano                | 55 427    | 2,58 / 100,00   | 1,40 | 1 / 42    | 1       |
|                         | Partido Radical                         | 40 076    | 1,87 / 100,00   | 1,80 | 1 / 42    | Estável |
|                         | Partido Nacional dos Pensionistas       | 23 961    | 1,12 / 100,00   | Novo | 0 / 42    | Novo    |
|                         | Democracia Proletária                   | 21 337    | 0,99 / 100,00   | 0,38 | 1 / 42    | 1       |
|                         | Outros                                  | 6 689     | 0,31 / 100,00   |      | 0 / 42    |         |
| Votos Inválidos         | Votos Inválidos                         | 174 088   | 7,67 / 100,00   | 2,76 |           |         |
| Total                   | Total                                   | 2 271 054 | 100,00 / 100,00 |      | 42 / 42   | 4       |
| Eleitorado/Participação | Eleitorado/Participação                 | 2 641 215 | 85,99 / 100,00  | 1,28 |           |         |

#### Benevento-Avellino-Salerno
| Partido                 | Partido                                 | Votos     | %               | +/-  | Deputados | +/-     |
| ----------------------- | --------------------------------------- | --------- | --------------- | ---- | --------- | ------- |
|                         | Democracia Cristã                       | 464 886   | 43,43 / 100,00  | 5,15 | 9 / 18    | 1       |
|                         | Partido Comunista Italiano              | 209 428   | 19,57 / 100,00  | 1,03 | 4 / 18    | Estável |
|                         | Partido Socialista Italiano             | 158 878   | 14,84 / 100,00  | 3,92 | 3 / 18    | 1       |
|                         | Movimento Social Italiano               | 87 810    | 8,20 / 100,00   | 0,93 | 1 / 18    | Estável |
|                         | Partido Socialista Democrático Italiano | 62 936    | 5,88 / 100,00   | 1,49 | 1 / 18    | Estável |
|                         | Partido Republicano Italiano            | 30 049    | 2,81 / 100,00   | 0,92 | 0 / 18    | Estável |
|                         | Partido Liberal Italiano                | 21 280    | 1,99 / 100,00   | 0,73 | 0 / 18    | Estável |
|                         | Democracia Proletária                   | 13 295    | 1,24 / 100,00   | 0,62 | 0 / 18    | Estável |
|                         | Partido Nacional dos Pensionistas       | 11 265    | 1,05 / 100,00   | Novo | 0 / 18    | Novo    |
|                         | Outros                                  | 10 543    | 0,98 / 100,00   |      | 0 / 18    |         |
| Votos Inválidos         | Votos Inválidos                         | 89 567    | 7,91 / 100,00   | 1,84 |           |         |
| Total                   | Total                                   | 1 132 875 | 100,00 / 100,00 |      | 18 / 18   |         |
| Eleitorado/Participação | Eleitorado/Participação                 | 1 364 569 | 83,02 / 100,00  | 0,06 |           |         |

#### Bari-Foggia
| Partido                 | Partido                                 | Votos     | %               | +/-  | Deputados | +/-     |
| ----------------------- | --------------------------------------- | --------- | --------------- | ---- | --------- | ------- |
|                         | Democracia Cristã                       | 443 283   | 34,41 / 100,00  | 7,73 | 9 / 25    | 1       |
|                         | Partido Comunista Italiano              | 330 575   | 25,66 / 100,00  | 1,47 | 6 / 25    | 1       |
|                         | Partido Socialista Italiano             | 193 813   | 15,05 / 100,00  | 4,83 | 4 / 25    | 2       |
|                         | Movimento Social Italiano               | 135 065   | 10,49 / 100,00  | 2,20 | 3 / 25    | 1       |
|                         | Partido Socialista Democrático Italiano | 72 901    | 5,66 / 100,00   | 1,50 | 1 / 25    | Estável |
|                         | Partido Republicano Italiano            | 39 130    | 3,04 / 100,00   | 1,12 | 1 / 25    | 1       |
|                         | Partido Liberal Italiano                | 28 842    | 2,24 / 100,00   | 0,71 | 1 / 25    | 1       |
|                         | Partido Nacional dos Pensionistas       | 19 544    | 1,52 / 100,00   | Novo | 0 / 25    | Novo    |
|                         | Partido Radical                         | 16 202    | 1,26 / 100,00   | 1,28 | 0 / 25    | 1       |
|                         | Outros                                  | 8 793     | 0,68 / 100,00   |      | 0 / 25    |         |
| Votos Inválidos         | Votos Inválidos                         | 106 537   | 7,79 / 100,00   | 1,81 |           |         |
| Total                   | Total                                   | 1 366 919 | 100,00 / 100,00 |      | 25 / 25   | 2       |
| Eleitorado/Participação | Eleitorado/Participação                 | 1 586 892 | 86,14 / 100,00  | 1,49 |           |         |

#### Lecce-Brindisi-Taranto
| Partido                 | Partido                                 | Votos     | %               | +/-  | Deputados | +/-     |
| ----------------------- | --------------------------------------- | --------- | --------------- | ---- | --------- | ------- |
|                         | Democracia Cristã                       | 412 766   | 38,56 / 100,00  | 5,07 | 8 / 20    | 1       |
|                         | Partido Comunista Italiano              | 269 365   | 25,16 / 100,00  | 1,07 | 5 / 20    | Estável |
|                         | Partido Socialista Italiano             | 144 579   | 13,51 / 100,00  | 3,32 | 3 / 20    | 1       |
|                         | Movimento Social Italiano               | 103 662   | 9,68 / 100,00   | 0,66 | 2 / 20    | Estável |
|                         | Partido Socialista Democrático Italiano | 46 247    | 4,32 / 100,00   | 0,82 | 1 / 20    | 1       |
|                         | Partido Republicano Italiano            | 36 236    | 3,39 / 100,00   | 1,40 | 1 / 20    | 1       |
|                         | Partido Liberal Italiano                | 20 948    | 1,96 / 100,00   | 0,87 | 0 / 20    | Estável |
|                         | Partido Nacional dos Pensionistas       | 18 927    | 1,77 / 100,00   | Novo | 0 / 20    | Novo    |
|                         | Outros                                  | 17 717    | 1,66 / 100,00   |      | 0 / 20    |         |
| Votos Inválidos         | Votos Inválidos                         | 91 032    | 8,03 / 100,00   | 1,93 |           |         |
| Total                   | Total                                   | 1 133 987 | 100,00 / 100,00 |      | 20 / 20   | 2       |
| Eleitorado/Participação | Eleitorado/Participação                 | 1 294 608 | 87,59 / 100,00  | 1,64 |           |         |

#### Potenza-Matera
| Partido                 | Partido                                 | Votos   | %               | +/-     | Deputados | +/-     |
| ----------------------- | --------------------------------------- | ------- | --------------- | ------- | --------- | ------- |
|                         | Democracia Cristã                       | 171 328 | 46,04 / 100,00  | 2,42    | 4 / 7     | Estável |
|                         | Partido Comunista Italiano              | 103 882 | 27,91 / 100,00  | 0,96    | 2 / 7     | Estável |
|                         | Partido Socialista Italiano             | 40 757  | 10,95 / 100,00  | Estável | 1 / 7     | Estável |
|                         | Movimento Social Italiano               | 23 489  | 6,31 / 100,00   | 0,49    | 0 / 7     | Estável |
|                         | Partido Socialista Democrático Italiano | 17 334  | 4,66 / 100,00   | 1,10    | 0 / 7     | Estável |
|                         | Partido Republicano Italiano            | 4 872   | 1,31 / 100,00   | 0,08    | 0 / 7     | Estável |
|                         | Outros                                  | 10 483  | 2,81 / 100,00   |         | 0 / 7     |         |
| Votos Inválidos         | Votos Inválidos                         | 34 910  | 8,77 / 100,00   | 1,25    |           |         |
| Total                   | Total                                   | 398 080 | 100,00 / 100,00 |         | 7 / 7     |         |
| Eleitorado/Participação | Eleitorado/Participação                 | 468 013 | 85,06 / 100,00  | 0,28    |           |         |

#### Catanzaro-Cosenza-Reggio di Calabria
| Partido                 | Partido                                 | Votos     | %               | +/-  | Deputados | +/-     |
| ----------------------- | --------------------------------------- | --------- | --------------- | ---- | --------- | ------- |
|                         | Democracia Cristã                       | 425 891   | 36,76 / 100,00  | 6,02 | 9 / 23    | 1       |
|                         | Partido Comunista Italiano              | 303 434   | 26,19 / 100,00  | 0,47 | 6 / 23    | Estável |
|                         | Partido Socialista Italiano             | 187 195   | 16,16 / 100,00  | 3,35 | 4 / 23    | 1       |
|                         | Movimento Social Italiano               | 89 198    | 7,70 / 100,00   | 0,69 | 2 / 23    | Estável |
|                         | Partido Socialista Democrático Italiano | 56 897    | 4,91 / 100,00   | 1,71 | 1 / 23    | Estável |
|                         | Partido Republicano Italiano            | 41 888    | 3,62 / 100,00   | 1,96 | 1 / 23    | 1       |
|                         | Partido Nacional dos Pensionistas       | 17 843    | 1,54 / 100,00   | Novo | 0 / 23    | Novo    |
|                         | Democracia Proletária                   | 13 819    | 1,19 / 100,00   | 0,67 | 0 / 23    | Estável |
|                         | Outros                                  | 22 362    | 1,93 / 100,00   |      | 0 / 23    |         |
| Votos Inválidos         | Votos Inválidos                         | 116 026   | 9,37 / 100,00   | 1,84 |           |         |
| Total                   | Total                                   | 1 237 845 | 100,00 / 100,00 |      | 23 / 23   |         |
| Eleitorado/Participação | Eleitorado/Participação                 | 1 593 353 | 77,69 / 100,00  | 0,23 |           |         |

#### Catania-Messina-Siracusa-Ragusa-Enna
| Partido                 | Partido                                 | Votos     | %               | +/-  | Deputados | +/-     |
| ----------------------- | --------------------------------------- | --------- | --------------- | ---- | --------- | ------- |
|                         | Democracia Cristã                       | 540 150   | 36,05 / 100,00  | 6,34 | 11 / 27   | 1       |
|                         | Partido Comunista Italiano              | 320 075   | 21,36 / 100,00  | 0,29 | 6 / 27    | Estável |
|                         | Partido Socialista Italiano             | 199 041   | 13,28 / 100,00  | 3,20 | 4 / 27    | 1       |
|                         | Movimento Social Italiano               | 179 015   | 11,95 / 100,00  | 2,51 | 3 / 27    | Estável |
|                         | Partido Republicano Italiano            | 74 362    | 4,96 / 100,00   | 1,61 | 1 / 27    | Estável |
|                         | Partido Socialista Democrático Italiano | 71 267    | 4,76 / 100,00   | 0,19 | 1 / 27    | Estável |
|                         | Partido Liberal Italiano                | 56 518    | 3,77 / 100,00   | 1,95 | 1 / 27    | 1       |
|                         | Partido Nacional dos Pensionistas       | 21 635    | 1,44 / 100,00   | Novo | 0 / 27    | Novo    |
|                         | Partido Radical                         | 17 832    | 1,19 / 100,00   | 1,55 | 0 / 27    | 1       |
|                         | Outros                                  | 18 619    | 1,24 / 100,00   |      | 0 / 27    |         |
| Votos Inválidos         | Votos Inválidos                         | 170 702   | 10,51 / 100,00  | 2,95 |           |         |
| Total                   | Total                                   | 1 624 004 | 100,00 / 100,00 |      | 27 / 27   |         |
| Eleitorado/Participação | Eleitorado/Participação                 | 1 974 210 | 82,26 / 100,00  | 0,77 |           |         |

#### Palermo-Trapani-Agrigento-Caltanissetta
| Partido                 | Partido                                 | Votos     | %               | +/-  | Deputados | +/-     |
| ----------------------- | --------------------------------------- | --------- | --------------- | ---- | --------- | ------- |
|                         | Democracia Cristã                       | 541 969   | 40,03 / 100,00  | 5,21 | 11 / 25   | 1       |
|                         | Partido Comunista Italiano              | 295 943   | 21,86 / 100,00  | 1,48 | 6 / 25    | 1       |
|                         | Partido Socialista Italiano             | 179 206   | 13,24 / 100,00  | 3,23 | 3 / 25    | Estável |
|                         | Movimento Social Italiano               | 110 574   | 8,17 / 100,00   | 1,78 | 2 / 25    | Estável |
|                         | Partido Republicano Italiano            | 63 215    | 4,67 / 100,00   | 0,09 | 1 / 25    | Estável |
|                         | Partido Socialista Democrático Italiano | 62 588    | 4,62 / 100,00   | 0,28 | 1 / 25    | Estável |
|                         | Partido Liberal Italiano                | 33 651    | 2,49 / 100,00   | 0,55 | 1 / 25    | 1       |
|                         | Democracia Proletária                   | 19 448    | 1,44 / 100,00   | 0,65 | 0 / 25    | Estável |
|                         | Partido Radical                         | 19 169    | 1,42 / 100,00   | 1,83 | 0 / 25    | 1       |
|                         | Partido Nacional dos Pensionistas       | 15 989    | 1,18 / 100,00   | Novo | 0 / 25    | Novo    |
|                         | Outros                                  | 12 153    | 0,90 / 100,00   |      | 0 / 25    |         |
| Votos Inválidos         | Votos Inválidos                         | 142 126   | 9,74 / 100,00   | 2,50 |           |         |
| Total                   | Total                                   | 1 459 716 | 100,00 / 100,00 |      | 25 / 25   |         |
| Eleitorado/Participação | Eleitorado/Participação                 | 1 887 807 | 77,32 / 100,00  | 0,48 |           |         |

#### Cagliari-Sassari-Nuoro
| Partido                 | Partido                                 | Votos     | %               | +/-  | Deputados | +/-     |
| ----------------------- | --------------------------------------- | --------- | --------------- | ---- | --------- | ------- |
|                         | Democracia Cristã                       | 306 660   | 31,67 / 100,00  | 6,44 | 6 / 17    | 1       |
|                         | Partido Comunista Italiano              | 279 127   | 28,83 / 100,00  | 2,89 | 6 / 17    | Estável |
|                         | Partido Socialista Italiano             | 98 179    | 10,14 / 100,00  | 1,23 | 2 / 17    | Estável |
|                         | Partido Sardo de Acção                  | 91 923    | 9,49 / 100,00   | 7,58 | 1 / 17    | 1       |
|                         | Movimento Social Italiano               | 60 670    | 6,27 / 100,00   | 0,02 | 1 / 17    | Estável |
|                         | Partido Socialista Democrático Italiano | 37 253    | 3,85 / 100,00   | 0,59 | 1 / 17    | 1       |
|                         | Partido Republicano Italiano            | 29 505    | 3,05 / 100,00   | 1,14 | 0 / 17    | Estável |
|                         | Partido Nacional dos Pensionistas       | 16 128    | 1,67 / 100,00   | Novo | 0 / 17    | Novo    |
|                         | Partido Radical                         | 15 121    | 1,56 / 100,00   | 1,89 | 0 / 17    | 1       |
|                         | Democracia Proletária                   | 14 598    | 1,51 / 100,00   | 0,45 | 0 / 17    | Estável |
|                         | Partido Liberal Italiano                | 14 353    | 1,48 / 100,00   | 0,17 | 0 / 17    | Estável |
|                         | Outros                                  | 4 774     | 0,49 / 100,00   |      | 0 / 17    |         |
| Votos Inválidos         | Votos Inválidos                         | 69 137    | 6,79 / 100,00   | 1,36 |           |         |
| Total                   | Total                                   | 1 017 978 | 100,00 / 100,00 |      | 17 / 17   |         |
| Eleitorado/Participação | Eleitorado/Participação                 | 1 186 283 | 85,81 / 100,00  | 1,61 |           |         |

#### Valle d'Aosta
| Partido                 | Partido                             | Votos  | %               | +/-  | Deputados | +/-     |
| ----------------------- | ----------------------------------- | ------ | --------------- | ---- | --------- | ------- |
|                         | Coligação Vale de Aosta (UV-UVP-DP) | 28 086 | 38,87 / 100,00  | 6,37 | 1 / 1     | Estável |
|                         | Partido Comunista Italiano          | 16 035 | 22,19 / 100,00  | -    | 0 / 1     | -       |
|                         | Democracia Cristã                   | 14 203 | 19,66 / 100,00  | -    | 0 / 1     | -       |
|                         | Partido Socialista Italiano         | 5 266  | 7,29 / 100,00   | -    | 0 / 1     | -       |
|                         | PLI-PRI-PSDI                        | 4 239  | 5,87 / 100,00   | Novo | 0 / 1     | Novo    |
|                         | Movimento Social Italiano           | 2 565  | 3,55 / 100,00   | 0,72 | 0 / 1     | Estável |
|                         | Nova Esquerda Unida                 | 1 853  | 2,56 / 100,00   | -    | 0 / 1     | -       |
| Votos Inválidos         | Votos Inválidos                     | 15 349 | 18,81 / 100,00  | 4,11 |           |         |
| Total                   | Total                               | 81 595 | 100,00 / 100,00 |      | 1 / 1     |         |
| Eleitorado/Participação | Eleitorado/Participação             | 91 697 | 88,98 / 100,00  | 2,95 |           |         |

#### Trieste
| Partido                 | Partido                                 | Votos   | %               | +/-  | Deputados | +/-     |
| ----------------------- | --------------------------------------- | ------- | --------------- | ---- | --------- | ------- |
|                         | Democracia Cristã                       | 47 354  | 23,28 / 100,00  | 0,02 | 1 / 2     | Estável |
|                         | Partido Comunista Italiano              | 46 652  | 22,94 / 100,00  | 0,03 | 1 / 2     | Estável |
|                         | Lista por Trieste                       | 40 069  | 19,70 / 100,00  | 9,03 | 0 / 2     | 1       |
|                         | Movimento Social Italiano               | 16 402  | 8,06 / 100,00   | 2,04 | 0 / 2     | Estável |
|                         | Partido Socialista Italiano             | 12 709  | 6,25 / 100,00   | 2,41 | 0 / 2     | Estável |
|                         | Partido Republicano Italiano            | 9 152   | 4,50 / 100,00   | 2,77 | 0 / 2     | Estável |
|                         | Partido Radical                         | 7 081   | 3,48 / 100,00   | 2,74 | 0 / 2     | Estável |
|                         | União Eslovena                          | 5 523   | 2,72 / 100,00   | Novo | 0 / 2     | Novo    |
|                         | Partido Socialista Democrático Italiano | 5 258   | 2,59 / 100,00   | 0,24 | 0 / 2     | Estável |
|                         | Partido Nacional dos Pensionistas       | 4 071   | 2,00 / 100,00   | Novo | 0 / 2     | Novo    |
|                         | Partido Liberal Italiano                | 3 971   | 1,95 / 100,00   | 0,95 | 0 / 2     | Estável |
|                         | Movimento pela Independência de Trieste | 2 913   | 1,43 / 100,00   | Novo | 0 / 2     | Novo    |
|                         | Democracia Proletária                   | 2 231   | 1,10 / 100,00   | 0,50 | 0 / 2     | Estável |
| Votos Inválidos         | Votos Inválidos                         | 17 763  | 8,22 / 100,00   | 4,09 |           |         |
| Total                   | Total                                   | 216 065 | 100,00 / 100,00 |      | 2 / 2     | 1       |
| Eleitorado/Participação | Eleitorado/Participação                 | 240 923 | 89,68 / 100,00  | 4,29 |           |         |